# Nana Kitade

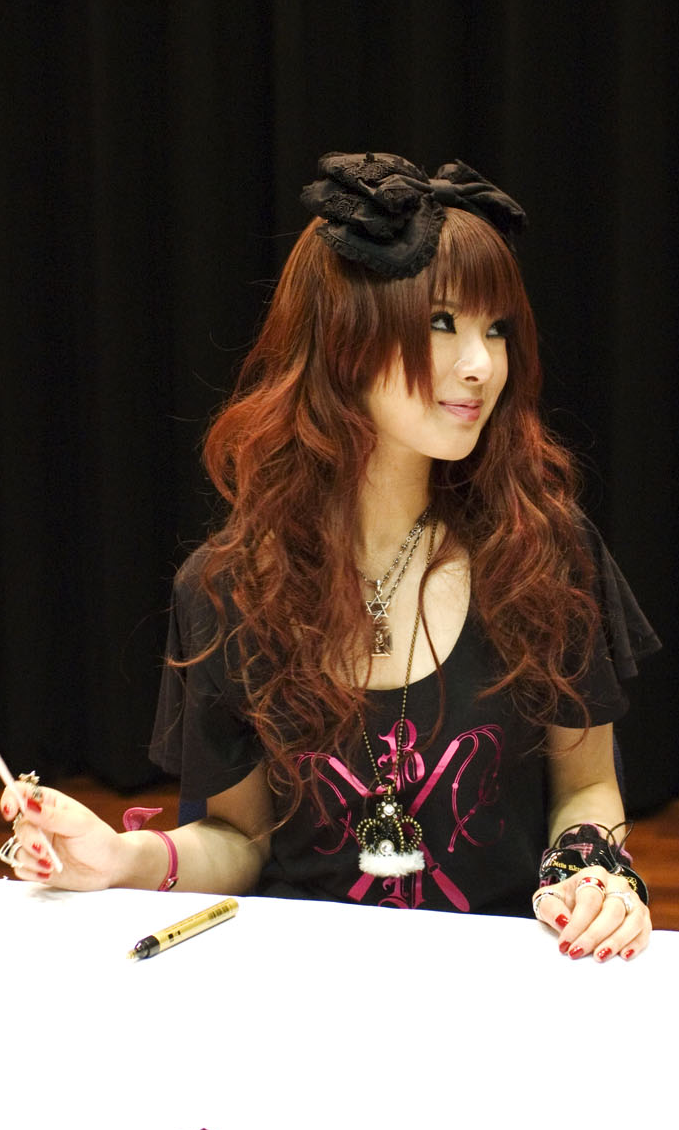
Nana Kitade (2008)

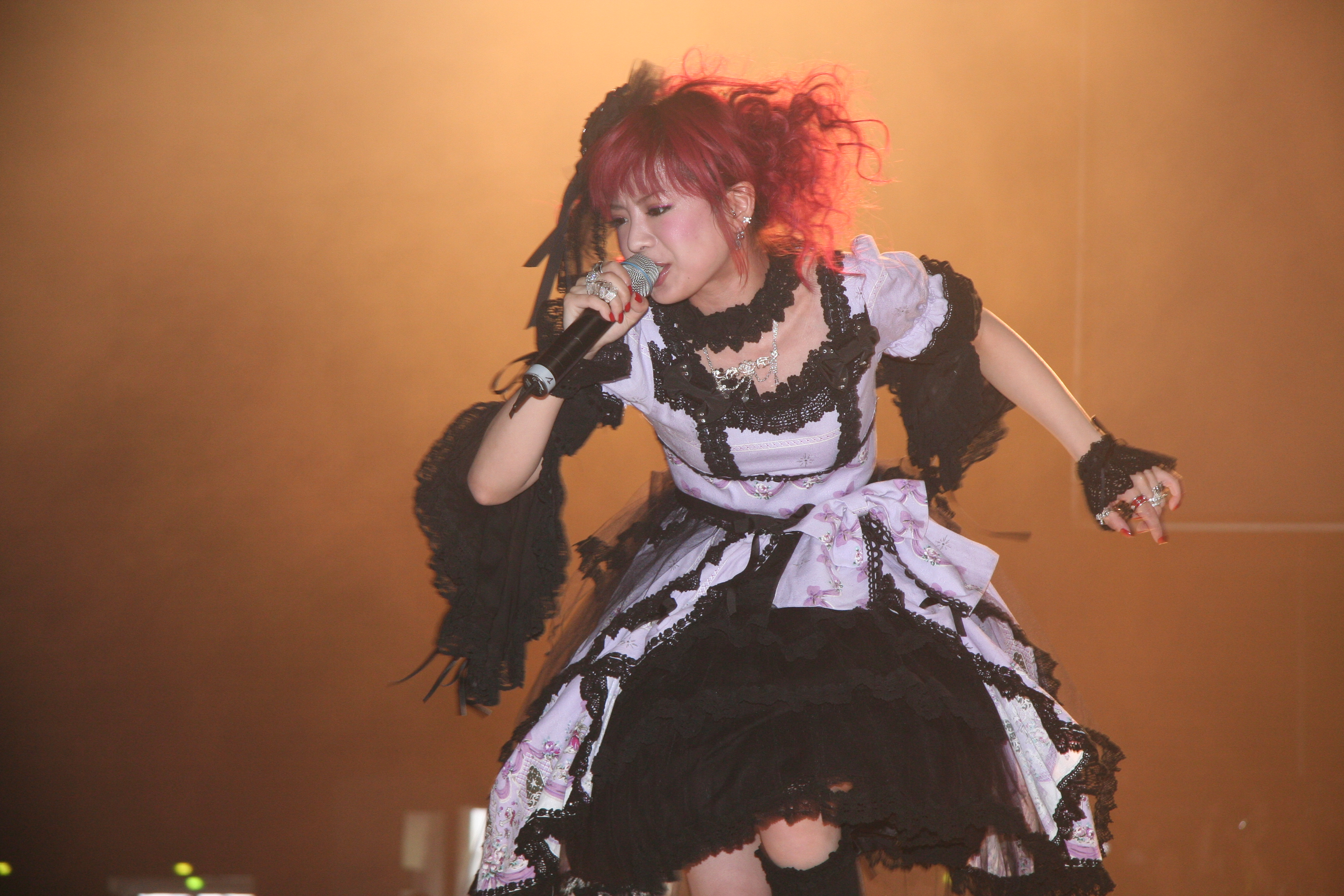
Nana Kitade auf der Japan Expo Paris (2007)

Nana Kitade (japanisch 北出 菜奈 Kitade Nana; * 2. Mai 1987 in Sapporo, Hokkaidō) ist eine japanische J-Rock-J-Pop-Solokünstlerin.

## Leben
Im Jahre 2002 wurde sie bei einem Vorsingen bei Sony Music entdeckt, im Oktober des folgenden Jahres machte sie ihr Debüt mit ihrer Single Kesenai Tsumi, welche als Schlussthema in der Anime-Fernsehserie Fullmetal Alchemist als erster Abspanntitel verwendet wurde. Von 2002 bis 2009 war sie bei SME Records Inc. unter Vertrag.
Im August 2005 veröffentlichte sie ihr erstes Album 18-eighteen-. Fast zeitgleich mit der Veröffentlichung fand Nanas erstes Konzert statt. Im November 2005 erschien ihre vierte Single, der Track pureness aus dem Album 18-eighteen- (in den Staaten auf der Jpop CD2 compilation veröffentlicht). Sechs Monate später wurde ihre Single Kesenai Tsumi unter dem Titel Indelible Sin ebenfalls in den USA veröffentlicht, dieses Mal als Teil der Kompilation Fullmetal Alchemist Complete Best.
In Deutschland trat sie am 2. August 2008 im Rahmen der AnimagiC 2008 in Bonn auf.
Im selben Jahr veröffentlichte Kitade als eine der wenigen japanischen Musiker ihre CD Berry Berry SINGLES über das Label Spark & Shine des Unternehmens Kastellamedia, als auch am 22. Mai 2009 ihr Album Bondage nur zwei Monate nach dessen Erscheinen in Japan, in Europa.
Am 26. Mai 2009 beendete sie ihre Solokarriere und gründete im Juni mit dem Gitarristen Taizo die Band Loveless, die wegen Gesundheitsproblemen Kitades erst mit Verzögerung am 2. Oktober ihr Debüt gab. Zur gleichen Zeit löste sie ihren Plattenvertrag mit Sony auf.
Am 24. Dezember 2010 unterschrieb Nana Kitade/Loveless bei Spark & Shine und nahm in Hamburg ein Album auf.

## Diskografie

### Alben
| Jahr | Titel                                                   | Höchstplatzierung, Gesamtwochen, AuszeichnungChartsChartplatzierungen (Jahr, Titel, Platzierungen, Wochen, Auszeichnungen, Anmerkungen) | Anmerkungen                                         |
| Jahr | Titel                                                   | JP | Anmerkungen                                         |
| ---- | ------------------------------------------------------- | --- | --------------------------------------------------- |
| 2005 | 18 -eighteen-                                           | JP16 (4 Wo.)JP | Erstveröffentlichung: 24. August 2005               |
| 2006 | Cutie Bunny ～菜奈的ロック大作戦■コードネームはC.B.R.～ | — | Erstveröffentlichung: 12. Juli 2006 EP              |
| 2006 | I scream                                                | — | Erstveröffentlichung: 6. Dezember 2006              |
| 2007 | Berry Berry Singles                                     | — | Erstveröffentlichung: 14. November 2007 Kompilation |
| 2009 | Bondage                                                 | — | Erstveröffentlichung: 11. März 2009                 |
| 2017 | Violet Blaze                                            | — | Erstveröffentlichung: 3. Mai 2017                   |
| 2020 | New Dawn                                                | — | Erstveröffentlichung: 8. Mai 2020                   |

### Singles
| Jahr | Titel Album                                                      | Höchstplatzierung, Gesamtwochen, AuszeichnungChartsChartplatzierungen (Jahr, Titel, Album, Platzierungen, Wochen, Auszeichnungen, Anmerkungen) | Anmerkungen                                        |
| Jahr | Titel Album                                                      | JP | Anmerkungen                                        |
| ---- | ---------------------------------------------------------------- | --- | -------------------------------------------------- |
| 2003 | Kesenai Tsumi (消せない罪) 18: Eighteen                          | JP14 Gold (Digital) · (22 Wo.)JP | Erstveröffentlichung: 29. Oktober 2003             |
| 2003 | Kesenai Tsumi – raw “breath” track (消せない罪) 18: Eighteen     | — | Erstveröffentlichung: 3. Dezember 2003             |
| 2004 | Utareru Ame (撃たれる雨) 18: Eighteen                            | — | Erstveröffentlichung: 4. Februar 2004              |
| 2004 | Hold Heart 18: Eighteen                                          | — | Erstveröffentlichung: 22. Juli 2004                |
| 2004 | Pureness / Nanairo (pureness / 七色) 18: Eighteen                | — | Erstveröffentlichung: 17. November 2004            |
| 2005 | Kiss or Kiss 18: Eighteen                                        | JP11 (8 Wo.)JP | Erstveröffentlichung: 1. Juni 2005                 |
| 2005 | Kanashimi no Kizu (悲しみのキズ) 18: Eighteen                    | JP26 (5 Wo.)JP | Erstveröffentlichung: 20. Juli 2005                |
| 2006 | Slave of Kiss –                                                  | — | Erstveröffentlichung: 8. Februar 2006              |
| 2006 | Kibō no Kakera (希望のカケラ) I Scream                           | — | Erstveröffentlichung: 4. Oktober 2006              |
| 2007 | Antoinette Blue (アントワネットブルー, Antowanetto Burū) Bondage | JP34 (5 Wo.)JP | Erstveröffentlichung: 5. September 2007            |
| 2008 | Suicides Love Story Bondage                                      | — | Erstveröffentlichung: 5. März 2008                 |
| 2008 | Siren (サイレン), Sairen –                                       | — | Erstveröffentlichung: 26. März 2008 als Ruby Gloom |
| 2008 | Punk&Baby’s Bondage                                              | — | Erstveröffentlichung: 23. Juli 2008                |
| 2009 | Tsukihana (月華) -tsukihana- Bondage                             | JP27 Gold (Digital) · (4 Wo.)JP | Erstveröffentlichung: 4. Februar 2009              |
| 2016 | Bad Babe’s Dreamer Violet Blaze                                  | — | Erstveröffentlichung: 19. September 2016           |
| 2016 | Last Snowdome –                                                  | — | Erstveröffentlichung: 19. Dezember 2016            |
| 2018 | Omoi (想い) –                                                    | — | Erstveröffentlichung: 31. Oktober 2018             |

### Videoalben
| Jahr | Titel                  | Höchstplatzierung, Gesamtwochen, AuszeichnungChartsChartplatzierungen (Jahr, Titel, Platzierungen, Wochen, Auszeichnungen, Anmerkungen) | Anmerkungen                            |
| Jahr | Titel                  | JP | Anmerkungen                            |
| ---- | ---------------------- | --- | -------------------------------------- |
| 2005 | Nana Kitade -18Movies- | — | Erstveröffentlichung: 7. Dezember 2005 |